# Hebius johannis
Espèce
Synonymes
- Tropidonotus johannis Boulenger, 1908
- Amphiesma johannis (Boulenger, 1908)

Hebius johannis est une espèce de serpents de la famille des Natricidae. 

## Répartition
Cette espèce est endémique de Chine. Elle se rencontre dans les provinces du Yunnan et du Sichuan.

## Description
L'holotype de Hebius johannis mesure 910 mm dont 210 mm pour la queue.

## Étymologie
Cette espèce est nommée en l'honneur du révérend John Graham.

## Publication originale
- Boulenger, 1908 : Description of a new snake from Yunnan. Annals and magazine of natural history, sér. 8, vol. 2, no 27, p. 244 (texte intégral).